# Vladimirs Koļesņičenko
Vladimirs Kolesnicenko, född 4 maj 1980 i Riga i Lettiska SSR i Sovjetunionen (nu Lettland), är en lettisk före detta fotbollsspelare.
Mellan 1997 och 2011 spelade han 47 matcher och gjorde sex mål i Lettlands landslag. Han debuterade 1997 men spelade inte i Fotbolls-EM 2004.